# Tratado de Nuremberga

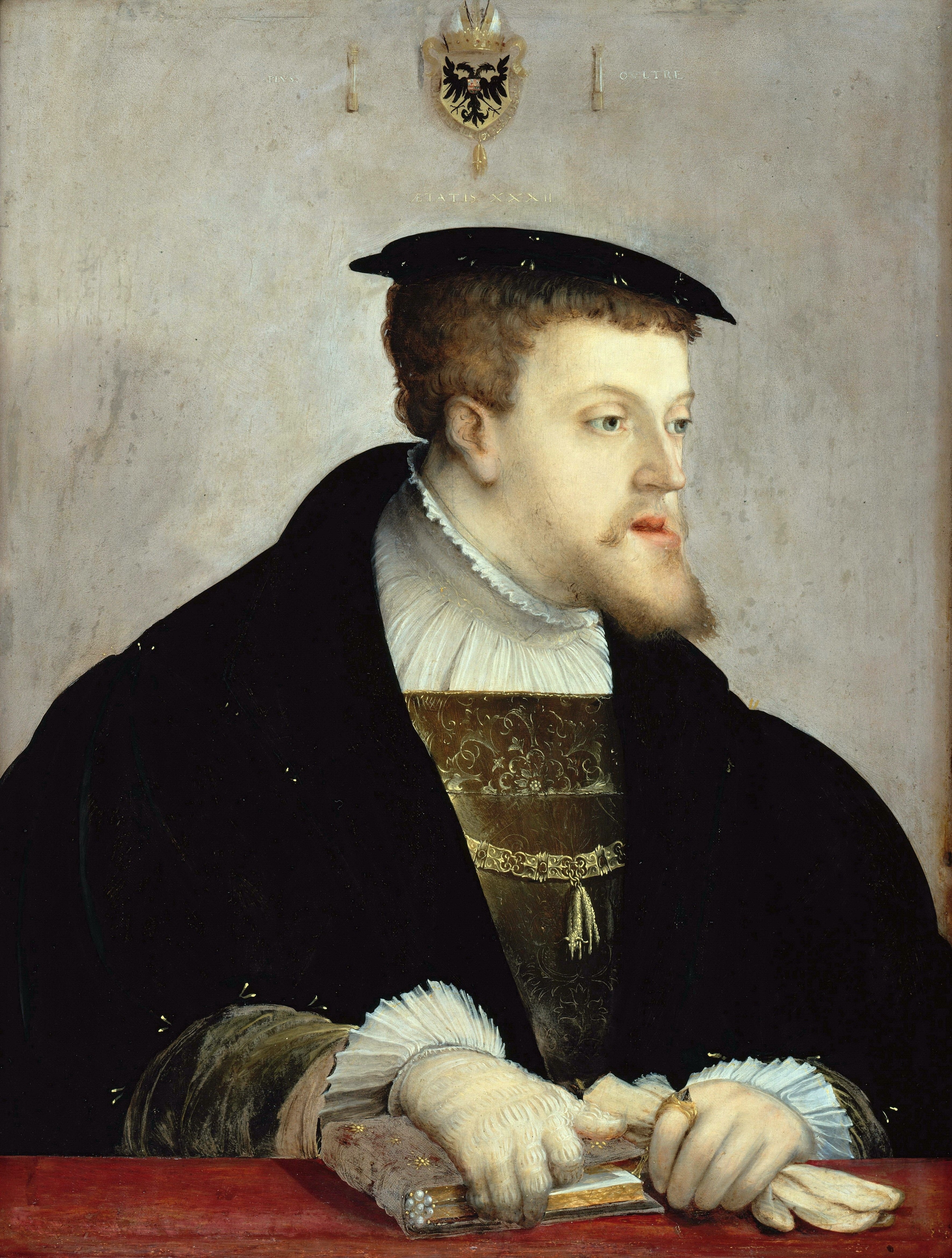
Carlos V, Sacro Imperador Romano-Germânico.

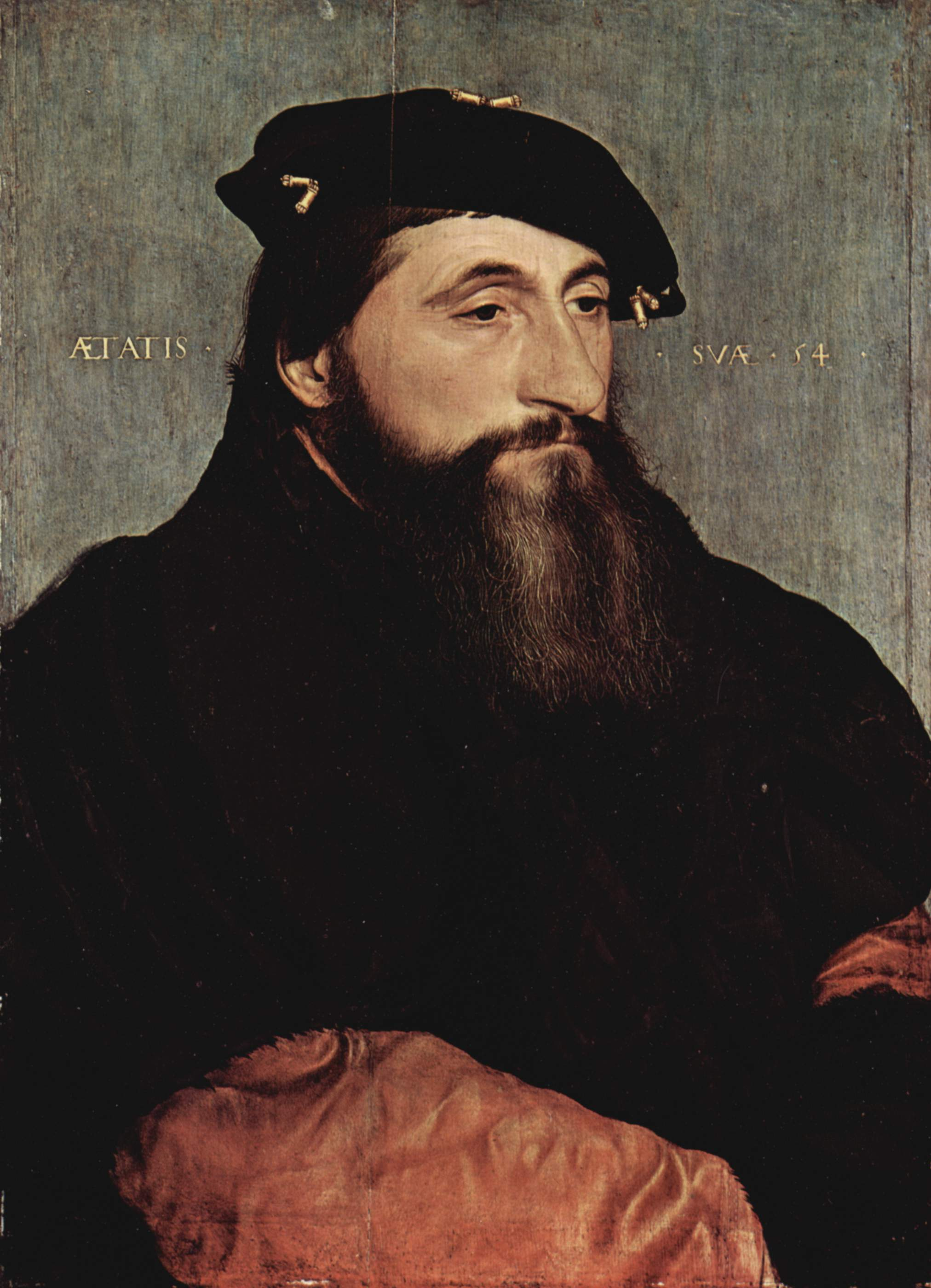
António da Lorena, Duque da Lorena e de Bar.

O Tratado de Nuremberga (em alemão:  Vertrag von Nürnberg, em francês:  Traité de Nuremberg) foi um Tratado assinado em Nuremberga, em 26 de agosto de 1542, entre o Carlos V, Imperador do Sacro Império Romano-Germânico, e os representantes da Liga de Esmalcalda, bem como com o duque António da Lorena, soberano dos Estados Lorenos, isto é, os ducados da Lorena e de Bar.

## Contexto histórico
O tratado é efetuado tendo em conta o receio de Carlos V de ver os reis Francisco I de França e Henrique VIII de Inglaterra, de aderirem à Liga da Esmalcalda que, em 1530, tinha unido os príncipes protestantes.
Assim, o tratado reconhece aos Luteranos o direito à liberdade de consciência até à convocatória dum Concílio Geral. Como reconhecimento, estes dariam ajuda ao Imperador para expulsar o sultão Solimão, o Magnífico que ameaçava a Hungria.
Por outro lado, António da Lorena obtem a independência do Ducado da Lorena face ao Sacro Império  permitindo, assim, que os seus estados se tornem verdadeiramente um Estado soberano, « livre e não incorporado » (ou « não incorporável », de acordo com a versão de Dom Calmet). A Lorena permanece sob a proteção do Sacro-Império: esta noção de proteção aparece pela primeira vez no direito internacional, sendo equivalente à noção de zona de influência no século XXI. O duque da Lorena perde o seu direito de voto nas Dietas Imperiais, mas continua a contribuir para os custos votados pelas Dietas por um montante equivalente a dois terços da contribuição dum príncipe-eleitor. A Câmara da Corte Imperial (em alemão:  Reichskammergericht) estabelecida pelo imperador Maximiliano I em 1495 e com sede em Speyer a partir de 1527, deixa de ter competência na Lorena.
Contudo, as cláusulas do Tratado de Cateau-Cambrésis de 1559, conferem ao Império um Direito de Retoma sobre uma parte dos estados ducais, direito que só é definitivamente abandonado em 1644, aquando das negociações de Münster, que antecedem a Paz de Vestfália.

## Extrato do texto
| Texto original em latim | Tradução portuguesa |
| --- | --- |
| (...) Quicquid autem praedicti nostri consanguinei, Ducis Antonii Majores, Lotharingiae Duces & ipse hactenus a Romanis Imperatoribus, Regibus & Sacro Romano Imperio alias in feudum habuerunt, receperunt, ac tulerunt, idem ipse Dux Antonius, ejusque successores in futurum eodem modo in feudum habebunt, & decenti modo recipient & ferent, in hoc tamen excepto Lotharingiae Ducatu, qui liber & non incorpora(bi)lis Ducatus erit, & manebit semper · . (...) | (...) O que disse o nosso primo, o Duque António, descendente dos Duques da Lotaríngia que até agora, tinham recebido este feudo dos Reis e Sacros Imperadores Romanos, a quem apoiavam. É por isso que, do mesmo modo, o duque António e os seus herdeiros também devem ter feudos que dependam de si, e merecem receber o seu apoio sem, no entanto, a situação afetar o Ducado da Lotaríngia que deve ser, e continuar sendo, um principado livre e não incorporado · (...) |